# Zarumilla
A cidade peruana de Zarumilla é a capital da Província de Zarumilla, situada no Departamento de Tumbes, pertencente a Região de Tumbes, Peru.